# Schwarzdorn Production
Schwarzdorn Production ist ein in 1994 gegründetes deutsches Musiklabel aus dem südhessischen Eppstein-Ehlhalten im Main-Taunus-Kreis. Es ist auf die Genres Black Metal und Death Metal spezialisiert. Neben deutschen veröffentlichen vor allem skandinavische Bands unter dem Label.

## Bands, die bei dem Label veröffentlichten
- Asaru
- Augur
- Bionic Angel
- Carved in Stone
- Cerberus
- Curse
- Dark Man Shadow
- Elisabetha
- Fir Bolg
- Formicarius
- Fortíð
- Oblivion Beach
- Old Pagan
- Potentiam
- Quintessence Mystica
- Repulsive Aggression
- Sententia
- Socius
- Suffering Souls
- Svarttjern
- Taunusheim
- Uhrilehto
- Vuolla
- Xerión
- Zgard